# Leonard Gyllenhaal
Leonard Gyllenhaal, född 3 december 1752 på Ribbingsberg i Älvsborgs län, död 13 maj 1840 på Höberg i Skaraborgs län, var en svensk entomolog.
Han blev 1769 student vid Uppsala universitet och studerade botanik och entomologi under Carl von Linné och Carl Peter Thunberg, men tvingades snart av ekonomiska skäl ägna sig åt den militära banan. Han blev 1773 livdrabant, 1777 löjtnant och 1789 kapten samt erhöll 1799 avsked som major. Hans vetenskapliga intresse hade dock ej upphört och sedan han tagit avsked från tjänsten, ägnade han sig helt och hållet åt entomologin, företrädesvis åt skalbaggarnas grupp. 
Hans förnämsta verk är Insecta suecica, Coleoptera (del I–III, 1808–13; del. IV, 1827). Dessutom författade han i Carl Johan Schönherrs "Genera et species curculionidum" en stor mängd artbeskrivningar, biträdde Carl Fredrik Fallén i hans entomologiska arbeten samt publicerade även några smärre uppsatser. 
I sin ungdom var Gyllenhaal medlem i Svenska Topographiska Sällskapet i Skara. Han blev 1809 ledamot av Vetenskapsakademien och var dessutom medlem av flera andra lärda sällskap. Bland annat var han, sedan 1832, en av de fyra utländska hedersledamöterna av Société entomologique i Paris. Han erhöll 1828 Vetenskapsakademiens guldmedalj.